# SC Neunkirchen
Der SC Neunkirchen ist ein Fußballverein aus Neunkirchen in Niederösterreich. Die Herrenabteilung wurde 1913 gegründet, Die Frauenfußballabteilung existierte bis 1997 und spielte bis 1996 in der Frauen-Bundesliga. Die Herrenmannschaft spielt zurzeit in der 1. Klasse Süd.

## Männerfußball
Die Herrenmannschaft spielte in der Saison 2018/19 in der 1. Klasse Süd.

## Frauenfußball
Die Frauenmannschaft des SC Neunkirchen stieg 1987 in die zweitklassige Frauenliga Ost auf, erreichte 1989 hinter der 2. Mannschaft des USC Landhaus den zweiten Platz und war somit in die Frauen-Bundesliga aufstiegsberechtigt. Dort verblieben die Niederösterreicher bis 1993. Ein Jahr später schafften die Frauen den sofortigen Wiederaufstieg in die Bundesliga und spielten 1994/95 und 1995/96 wieder in der höchsten Frauenliga Österreichs. In der Saison 1996/97 wurden sie Sechster in der 2. Division Ost. Am Saisonende wurde das Team aufgelöst und die Spielerinnen wechselten zu SV Willendorf und ASK Eggendorf oder ASK Weikersdorf.
Titel und Erfolge
- 1 × Meister der 2. Division Ost: 1994